# Cryptelytrops macrops
Cryptelytrops macrops är en ormart som beskrevs av Kramer 1977. Cryptelytrops macrops ingår i släktet Cryptelytrops och familjen huggormar. IUCN kategoriserar arten globalt som livskraftig. Inga underarter finns listade i Catalogue of Life.
Enligt Reptile Database ingår arten i släktet palmhuggormar (Trimeresurus).
Arten lever i norra och nordöstra Thailand, i Laos och i Kambodja. Kanske når den västra Thailand och Vietnam. Den vistas i låglandet och i kulliga områden upp till 600 meter över havet. Habitatet utgörs av delvis städsegröna skogar och av områden med bambu. Cryptelytrops macrops besöker även odlingsmark och trädgårdar.
Ormen jagar mindre ryggradsdjur. Individerna klättrar främst i träd några få meter över marken. De vistas gärna nära vattendrag. Honor lägger inga ägg utan föder levande ungar.